# Relaciones Burundi-Rusia
Las relaciones entre Burundi y Rusia son las relaciones diplomáticas entre la República de Burundi y la Federación Rusa establecidas desde el 1 de octubre de 1962. Debido al deterioro de las relaciones entre Burundi y Occidente desde 2015, las relaciones entre estos dos países ha mejorado y es considerado por Rusia como un aliado confiable en el continente africano.

## Historia

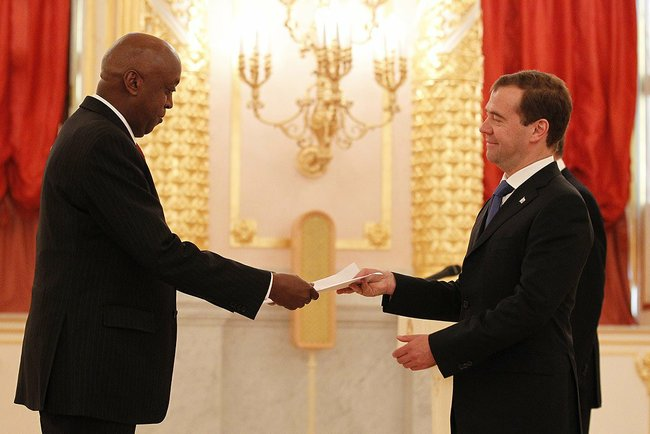
El embajador de Burundi presenta su carta credencial al expresidente ruso Dmitry Medvedev en 2011.

La Unión soviética estableció relaciones diplomáticas con Burundi el 1 de octubre de 1962, dos meses después de la independencia de Burundi, el 1 de julio de 1962.
Por el deterioro de las relaciones de Burundi con Occidente en 2015, Burundi ha apoyado a las acciones tomadas por el Gobierno de Rusia. En 2016 apoyó la intervención rusa en la República Árabe Siria para ayudar al presidente Bashar al-Assad.
En mayo de 2023, el ministro de Asuntos Exteriores de Rusia, Sergei Lavrov, mencionó que la preparación de un acuerdo intergubernamental entre Moscú y Burundi sobre energía nuclear civil está en su etapa final.

### Postura de Burundi en la invasión rusa de Ucrania
Burundi votó en contra de la Resolución ES-11/3 de la Asamblea General de las Naciones Unidas que suspendería a Rusia del Consejo de Derechos Humanos de las Naciones Unidas.
El ministro de Asuntos Exteriores de Burundi insistió en que su país no tomaría acciones en la invasión rusa de Ucrania.

## Misiones diplomáticas
- Burundi tiene una embajada en Moscú.[9]
- Rusia tiene una embajada en Bujumbura.[10]